# 伊緒里優子
伊緒里 優子（いおり ゆうこ 2月7日 - ）は日本の劇作家，舞台プロデューサー，俳優。

## 人物
福岡県遠賀郡岡垣町出身。高校は福岡県立宗像高等学校、大学は福岡大学人文学部日本日本文学科を卒業。
- 劇団SAKURA前戦の副代表および脚本，俳優。2019年9月の劇団法人化に伴い、合同会社ケルスプロモーション所属となる。
- Tokyo Actors Farm（略称：TAF）代表
- 士剣流殺陣道場アクターズクラス講師
- 日本劇作家協会会員
- 特定非営利活動法人日本アマチュア演劇連盟（NADA）事務局長
- 全国青年大会運営委員（舞台発表部門）

## 戯曲
おもに所属する「劇団SAKURA前戦」の上演作品として執筆。2010年以前は「石井 亮（いしい りょう）」のペンネームを使用していたが、現在は「伊緒里 優子」の名前で執筆。
　・紫雲の涯て（1999年）
　・Heart Land～あなたがいた風景～（2000年）
　・ポセイドンの娘（2001年）
　・サンセットシンドローム（2002年）
　・永遠 -えいえん-（2004年）
　・まほろば物語（2008年）
　・100年目の眠り姫（2009年）
　・MOON ～鬼が棲む森～（2010年）
　・コープスナイト（2013年）：短編
　・暁のワルプルギス（2013年）：短編
　・不知火一家シリーズ
　　　Vol.1「花てまり」（2015年）
　　　Vol.2「鳥かぐら」（2019年）
　・幕末疾風伝MIBURO～壬生狼～（2017年）

## 書籍
- まほろば物語（論創社）　PN：石井 亮
- 幕末疾風伝MIBURO～壬生狼～（論創社）

## 出演

### ◎舞台｜国内

#### 【劇団SAKURA前戦】
・1999年9月　紫雲の涯て（NTT夢天神ホール）‐ 源義経
・2000年4月　Heart Land～あなたがいた風景～（NTT夢天神ホール）- かや乃
・2001年2月　紫雲の涯て2001（NTT夢天神ホール）‐ 源義経
　　　　12月　ポセイドンの娘（NTT夢天神ホール）- カナメ
・2002年5月　ポセイドンの娘（NTT夢天神ホール）- カナメ
　　　　10月　サンセットシンドローム（スカラエスパシオ）- 沖田総司
　　　　11月　紫雲の涯て（福岡市立平尾中学校）- 源義経
・2003年5月　サンセットシンドローム（福岡市早良市民センター）- 沖田総司　
　　　　11月　サンセットシンドローム｜筑陽学園創立記念公演（福岡サンパレス）- 沖田総司　
・2004年6月　永遠 -えいえん-（福岡市中央市民センター）- ホクト
　　　　　9月　永遠 -えいえん-（NTT夢天神ホール）- ホクト
・2005年6月　紫雲の涯て2005（福岡市早良市民センター）- 源義経
　　　　12月　永遠 -えいえん-（福岡市中央市民センター）- ホクト
・2006年11月　サンセットシンドローム（NTT夢天神ホール）- 沖田総司　
　　　　12月　サンセットシンドローム（男女共同参画センター「ムーブ」）- 沖田総司
・2008年5月　まほろば物語（福岡市早良市民センター）- コハク
　　　　9月　まほろば物語（シアターグリーンBIG TREE THEATER）- コハク
・2009年9月　100年目の眠り姫（福岡市早良市民センター）- とわ
　　　　9月　100年目の眠り姫（シアターグリーンBIG TREE THEATER）- とわ
・2011年5月　MOON ～鬼が棲む森～（NTT夢天神ホール）- 由良
　　　　9月　MOON ～鬼が棲む森～（シアターグリーンBIG TREE THEATER）- 由良
・2014年10月　一人芝居「花いちもんめ」脚本：宮本研（Studioケルス）
　　　　12月　一人芝居「花いちもんめ」，殺陣演舞「仇討ち・しぐれ笠」（Studioケルス）
・2015年11月　一人芝居「花いちもんめ」，殺陣演舞「仇討ち・しぐれ笠」（Studioケルス）
　　　　12月　不知火シリーズ Vol.1「花てまり」（Studioケルス）- 凪
・2016年11月　不知火シリーズ Vol.1「花てまり」（Studioケルス）- 凪
・2017年5月　TAFプロデュース「幕末疾風伝MIBURO～壬生狼～」（かめありリリオホール）- 沖田総司
　　　　9月　不知火シリーズ Vol.1「花てまり」（茨城・笠間公民館）- 凪
・2018年1月　不知火シリーズ Vol.1「花てまり」（Studioケルス）- 凪
　　　　6月　TAFプロデュース「幕末疾風伝MIBURO～壬生狼～」（かめありリリオホール）- 沖田総司　
・2019年3月　不知火シリーズVol.2「鳥かぐら」（Studioケルス）‐ 凪
　　　　7月　TAFプロデュース「幕末疾風伝MIBURO～壬生狼～」（かめありリリオホール）- 沖田総司
・2024年7月　TAFプロデュース「幕末疾風伝MIBURO〜壬生狼〜」（あうるすぽっと）

#### 【外部客演】
・2016年4月　剣舞プロジェクト「ハムレット」（テアトル・エコー）- フォーティンブラス
・2017年1月　THE REDFACE「東京の王様」（横浜開港記念館）- 正格時子
　　　　7月　THE REDFACE「キリンの夢」（渋谷伝承ホール）- 加賀とし子
　　　　10月　THE REDFACE「七慟伽藍」（ユーアイ福井）- 八百比丘尼
・2018年10月　THE REDFACE「七慟伽藍」（越前浜・西遊寺）- 八百比丘尼

### ◎舞台｜海外
・2000年5月　Heart Land（マサン国際演劇祭）｜韓国
・2001年5月　紫雲の涯て（マサン国際演劇祭）｜韓国
・2002年7月　紫雲の涯て（チュンチョン国際演劇祭）｜韓国
　　　　10月　サンセットシンドローム（マサン国際演劇祭）｜韓国
・2003年5月　サンセットシンドローム（マサン国際演劇祭）｜韓国
　　　　8月　サンセットシンドローム（チュンチョン国際演劇祭）｜韓国
・2004年5月　永遠 -えいえん-（マサン国際演劇祭）｜韓国
　　　　7月　永遠 -えいえん-（チュンチョン国際演劇祭）｜韓国
・2005年7月　Over the Purple Cloud（世界演劇祭・Théâtre des Variétés）｜モナコ
・2006年7月　紫雲の涯て（ポハン国際演劇祭）｜韓国
　　　　7月　紫雲の涯て（チュンチョン国際演劇祭）｜韓国
　　　　8月　Over the Purple Cloud（Estivades演劇祭）オープニング公演｜ベルギー
・2007年7月　サンセットシンドローム（ポハン国際演劇祭）｜韓国
・2010年7月　MOON （ポハン国際演劇祭）｜韓国
　　　　9月　MOON （チュンチョン国際演劇祭）｜韓国
・2013年7月　Sunset Diaries（世界演劇祭・Salle Garnier）｜モナコ

### ◎殺陣イベント
・2012年10月　葛飾区産業フェスティバル（テクノプラザ葛飾）
・2013年4月　五色桜EKIDEN（荒川河川敷ステージ）
　　　　11月　東京電機大学「旭祭」（東京電機大学）
・2014年11月　1Dayフェスinあだち（西新井ギャラクシティ）
・2015年10月　足立区NPOフェスティバル（足立区役所ホール）
・2016年5月　葛飾わいわいフェスティバル（テクノプラザ葛飾）
・2018年2月　韓国・ウォンジュ（原州）ダンスカーニバル